# Triacontaedro rómbico
El triacontaedro rómbico es uno de los sólidos de Catalan cuyo dual es el icosidodecaedro y es un zonoedro. 
La proporción que hay entre la diagonal más larga y la corta es 2 tan−1(1/φ) = tan−1(2), o sea que el ángulo agudo es 63,43°.
También es una figura especial porque pertenece al escaso grupo de los poliedros de aristas uniformes. Tiene la particular aplicación práctica de dar forma a un dado de treinta caras, a veces utilizado en ciertos juegos de rol. La notación usual de este dado es «D30».
358 833 097 es el número de estelaciones posibles de este sólido.